# 大門郵便局 (富山県)
大門郵便局（だいもんゆうびんきょく）は、富山県射水市（旧射水郡大門町）にある郵便局である。局番号は32039。

## 概要
住所：〒939-0234 富山県射水市二口876

## 沿革
個別に出典が提示されていない箇所の出典→
- 1873年1月 - 大門新57番地に大門郵便取扱所を開設。
  - 開設と同時に集配が行われたとされているが、集配制度確立は後になってからである。当時は大門、野村、櫛田、二口、浅井、水戸田、大島、塚原地域が集配管轄範囲であったとされている。
- 1874年1月 - 大門郵便役所と改める。
- 1875年1月 - 大門郵便局と改称（五等局）
- 1883年5月10日 - 大門新41番地澤田忠造方に移転（同人が取扱役となる）。
- 1886年5月16日 - 三等局となる。
- 1893年4月2日 - 郵便貯金と内国為替の業務を開始。
- 1899年
  - 4月1日 - 和文電信の業務を開始。
  - 10月5日 - 大門新61番地篠田清八方に移転（同人が局長となる）。
- 1900年
  - 4月 - 電信事務の取扱を開始し、大門郵便電信局と改称。
  - 5月16日 - 欧文電信の業務を開始。
- 1903年4月1日 - もとの大門郵便局に復元。
- 1909年9月11日 - 電話事務の業務を開始。
- 1911年9月16日 - 電話交換業務を開始。
- 1916年10月1日 - 簡易保険事務を開始。
- 1924年6月5日 - 初の独立局舎が大門新52番地（中町角）に移転。
- 1930年10月1日 - 郵便年金事務を開始。
- 1941年2月1日 - 三等局の名称が廃止され、集配特定大門郵便局となる。
- 1942年4月 - 野村の高岡市編入に伴い、同地域の集配業務を高岡郵便局に移管。
- 1953年7月1日 - 水戸田郵便局が集配局となったため、水戸田、櫛田両校下一円が水戸田郵便局に移管。
- 1963年11月10日 - 電話及び電話交換事務を大門自動電話局に移管。
- 1964年12月9日 - 町役場南側敷地に木造平屋建て延床面積231m2の局舎と車庫・雑庫・燃料庫で成る付属建物（延床面積66m2）と共に完成。施工は川辺組（石川県金沢市）の請負で工費は650万円。同年12月14日より業務開始[2]。
- 1990年8月18日 - 鉄筋コンクリート2階建、延床面積785m2の現局舎が竣工[3]。
- 2006年10月16日 - 「939-02xx」「939-04xx」区域の集配業務を小杉郵便局へ移管[4]。

## 取扱内容
- 郵便、印紙、ゆうパック、チルドゆうパック、内容証明、国際郵便、e発送サービス
- 貯金、貯金担保自動貸付け、為替、振替、振込、国債、口座貸越サービス、財形定額貯金、総合振込、貯金小切手の振出、簡易払い
- 生命保険、バイク自賠責保険、がん保険
- ゆうちょ銀行ATM